# Peplomyza dejongi
Peplomyza dejongi är en tvåvingeart som beskrevs av Shatalkin 2000. Peplomyza dejongi ingår i släktet Peplomyza och familjen lövflugor. Inga underarter finns listade i Catalogue of Life.